# An der Copacabana
An der Copacabana ist ein Lied der österreichischen Pop-Rock-Band Erste Allgemeine Verunsicherung aus dem Jahr 1987.

## Entstehung und Veröffentlichung
Geschrieben und produziert wurde das Lied gemeinsam von den EAV-Mitgliedern, wobei die Komposition von allen Bandmitgliedern stammt, während der Text alleine von Thomas Spitzer verfasst wurde. Bei der Produktion bekam die Band Unterstützung durch Peter Müller.
Die Erstveröffentlichung von An der Copacabana erfolgte am 26. Oktober 1987 bei EMI Columbia (Katalognummer: 74 8604 1) als Teil von Liebe, Tod & Teufel, dem fünften Studioalbum der Ersten Allgemeinen Verunsicherung. Am 1. März 1988 erschien das Lied als Singleauskopplung aus dem Album. Diese erschien als 7″-Single mit der B-Seite Küss die Hand ÖSV (Katalognummer: 1 33430 7). Im gleichen Jahr erschien eine 12″-Single mit einer sogenannten „Anabolika Version“ zu An der Copacabana und ebenfalls der B-Seite Küss die Hand ÖSV (Katalognummer: 13 3430 6).
Um das Lied zu bewerben, erfolgte unter anderem ein Liveauftritt bei Wetten, dass..? am 27. Februar 1988 sowie am 18. April 1988 in der Tele-Illustrierten. Außerdem trat die Band in der ZDF-Hitparade am 20. April 1988 auf, wo sie den zweiten Platz erreichte.

## Inhalt
Der Text erzählt aus der Sicht eines männlichen lyrischen Ichs, das sich für eine Frau namens Hilda interessiert. Der fiktive Charakter merkt, dass er zu unsportlich ist, und schafft sich daher einen Expander an. Doch diese Methode scheitert und so sucht er das am nächsten gelegene Fitnessstudio auf. Dort wird er mit diversen Übungen wie Hanteltraining konfrontiert. Er sieht die Körper der Sport-Treibenden als Vorbild und treibt anschließend zwei Jahre ausgiebig Extremsport. Als er seine Geliebte mit seinem neuen Körper beeindrucken möchte, muss er feststellen, dass diese bereits mit einem dünnen Mann  verheiratet ist. Der Songtext kritisiert den Fitness-Trend der 1980er-Jahre auf humoristische Art und Weise.

## Chartplatzierungen
| ChartsChartplatzierungen | Höchstplatzierung | Wochen/ Monate |
| ------------------------ | ----------------- | -------------- |
| Deutschland (GfK)        | 11 (14 Wo.)       | 14 Wo.         |
| Österreich (Ö3)          | 2 (3 Mt.)         | 3 Mt.          |
| Schweiz (IFPI)           | 8 (10 Wo.)        | 10 Wo.         |